# Roby (Texas)
Roby es una ciudad ubicada en el condado de Fisher en el estado estadounidense de Texas. En el Censo de 2010 tenía una población de 643 habitantes y una densidad poblacional de 345,29 personas por km².

## Geografía
Roby se encuentra ubicada en las coordenadas 32°44′46″N 100°22′46″O / 32.74611, -100.37944. Según la Oficina del Censo de los Estados Unidos, Roby tiene una superficie total de 1.86 km², de la cual 1.86 km² corresponden a tierra firme y (0%) 0 km² es agua.

## Demografía
Según el censo de 2010, había 643 personas residiendo en Roby. La densidad de población era de 345,29 hab./km². De los 643 habitantes, Roby estaba compuesto por el 85.69% blancos, el 3.73% eran afroamericanos, el 0.16% eran amerindios, el 0% eran asiáticos, el 0% eran isleños del Pacífico, el 9.18% eran de otras razas y el 1.24% pertenecían a dos o más razas. Del total de la población el 35.15% eran hispanos o latinos de cualquier raza.